# EnvZ/OmpR
 (février 2022).
La mise en forme du texte ne suit pas les recommandations de Wikipédia : il faut le « wikifier ».
Les points d'amélioration suivants sont les cas les plus fréquents :
- Les titres sont pré-formatés par le logiciel. Ils ne sont ni en capitales, ni en gras.
- Le texte ne doit pas être écrit en capitales (les noms de famille non plus), ni en gras, ni en italique, ni en « petit »…
- Le gras n'est utilisé que pour surligner le titre de l'article dans l'introduction, une seule fois.
- L'italique est rarement utilisé : mots en langue étrangère, titres d'œuvres, noms de bateaux, etc.
- Les citations ne sont pas en italique mais en corps de texte normal. Elles sont entourées par des guillemets français : « et ».
- Les listes à puces sont à éviter, des paragraphes rédigés étant largement préférés. Les tableaux sont à réserver à la présentation de données structurées (résultats, etc.).
- Les appels de note de bas de page (petits chiffres en exposant, introduits par l'outil «  Source ») sont à placer entre la fin de phrase et le point final[comme ça].
- Les liens internes (vers d'autres articles de Wikipédia) sont à choisir avec parcimonie. Créez des liens vers des articles approfondissant le sujet. Les termes génériques sans rapport avec le sujet sont à éviter, ainsi que les répétitions de liens vers un même terme.
- Les liens externes sont à placer uniquement dans une section « Liens externes », à la fin de l'article. Ces liens sont à choisir avec parcimonie suivant les règles définies. Si un lien sert de source à l'article, son insertion dans le texte est à faire par les notes de bas de page.
- La présentation des références doit suivre les conventions bibliographiques. Il est recommandé d'utiliser les modèles {{Ouvrage}}, {{Chapitre}}, {{Article}}, {{Lien web}} et/ou {{Bibliographie}}. Le mode d'édition visuel peut mettre en forme automatiquement les références.
- Insérer une infobox (cadre d'informations à droite) n'est pas obligatoire pour parachever la mise en page.

Pour une aide détaillée, merci de consulter Aide:Wikification.
Si vous pensez que ces points ont été résolus, vous pouvez retirer ce bandeau et améliorer la mise en forme d'un autre article.
 (mars 2022).

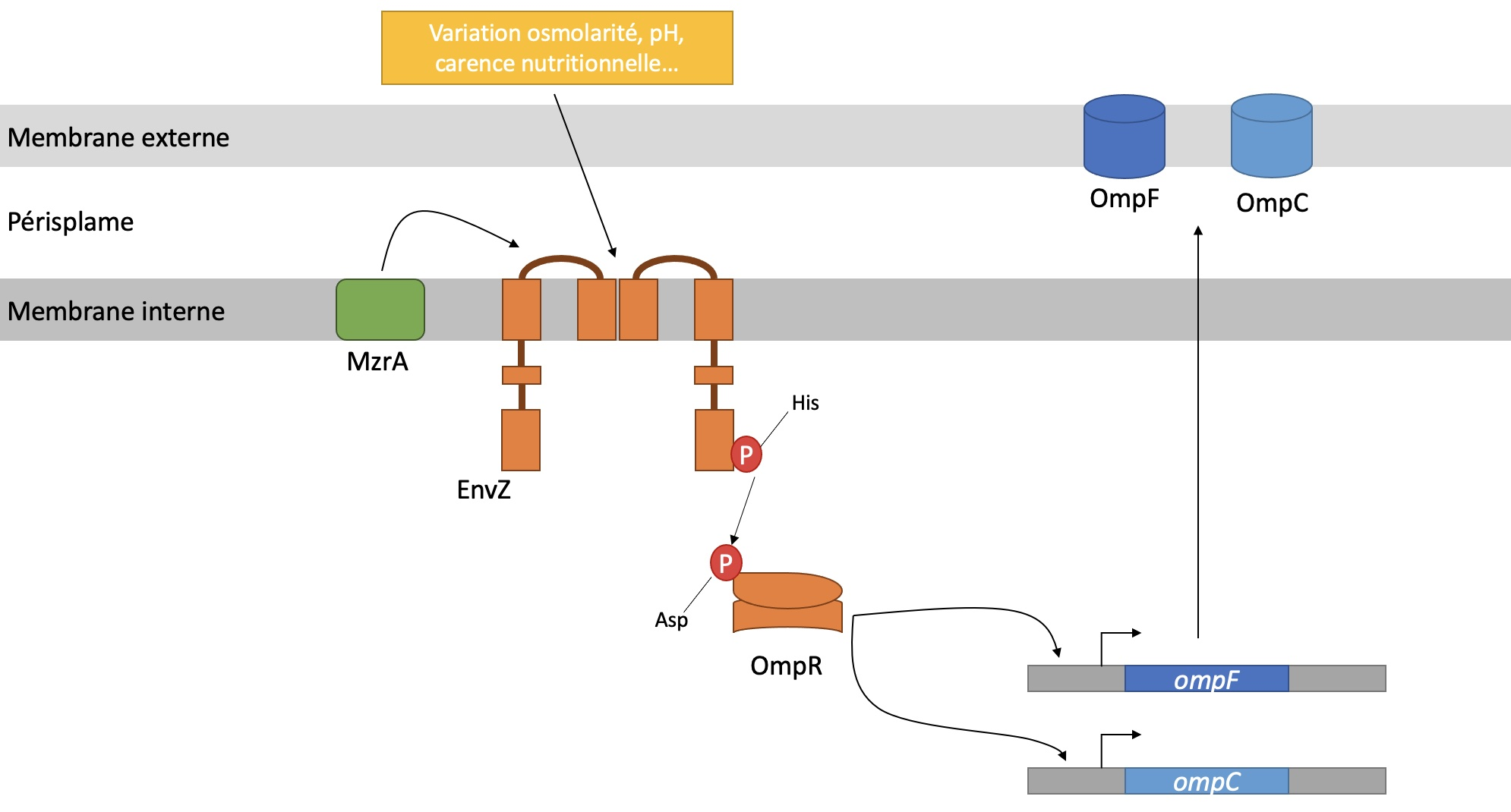
Schéma représentant le fonctionnement du système à deux composant EnvZ-OmpR et la régulation des deux gènes les plus connus du régulon ompF et ompC.

EnvZ/OmpR est un système à deux composants (également nommé phosphorelais) composé du capteur histidine kinase EnvZ et du régulateur associé OmpR. Bien caractérisé chez Escherichia coli (E. coli) il a été mis en évidence lors d'études sur l'osmorégulation par le système des porines OmpF et OmpC.

## Organisation
Au sein ompB le gène ompR est en amont de envZ qui sont les deux seuls membres de l'opéron. Le signal d'arrêt de transcription de OmpR chevauchant le début de envZ, on trouve un nombre plus important de protéines OmpR que de EnvZ,.
Le capteur EnvZ est une protéine de la membrane interne composée d'une boucle périplasmique, de deux domaines transmembranaires et d'un domaine cytoplasmique. D'une taille de 450 acides aminés, EnvZ est un capteur dit "orthodoxe" et est donc composé d'un module senseur et d'un module transmetteur. Le domaine catalytique cytoplasmique est séparé du domaine transmembranaire 2 par un domaine HAMP (Histidine kinases, Adenyl cyclases, Methyl-accepting proteins and Phosphatases) qui aurait un rôle dans la transmission du signal. Lors de la perception d'un stimulus activateur, l'homodimère EnvZ va se transautophosphoryler au niveau du résidu l'histidine 243 du domaine catalytique et transmet le phosphate au niveau d'un résidu aspartate spécifique de OmpR,.
OmpR est un régulateur de la sous-famille OmpR/PhoB d'une taille de 239 acides aminés et présent au nombre de 3500 monomères chez E. coli. Il est composé de deux domaines fonctionnels. Le premier en N-ter est un domaine récepteur qui va recevoir le signal du capteur sous forme de phosphorylation du résidu aspartate 55. Le deuxième domaine en C-ter est un domaine de liaison à l'ADN présentant un motif caractéristique Hélice-coude-hélice ailé (wHTH). À la suite de la réception du signal le régulateur va se dimériser et se fixer sur des boîtes de fixation présentes sur l'ADN, permettant ainsi la régulation de certains gènes.

## Stimuli et régulon
Le stimulus le plus connu du système est la variation d'osmolarité mais le système répond également à des variations de pH, la présence de procaïne, une carence nutritionnelle ou des modifications des éléments de l'enveloppe comme l'absence d'OPGs (glucanes périplasmiques osmorégulés),,,,.En plus de stimuli classiques, MzrA une protéine de la membrane est connue pour diminuer l'activité du système lors de stress de l'enveloppe par interaction avec EnvZ. À la suite de la phosphorylation, l'affinité de OmpR pour les boîtes de fixation du régulateur en amont de ompF et ompC augmente d'un facteur dix. Outre la régulation des porines, des analyses transcriptomiques dans laquelle l'expression des gènes a été mesurée en présence ou en absence de OmpR ont estimé que la protéine régulait 125 gènes chez E. coli. Parmi ces gènes on retrouve ceux liés à la motilité ou encore à la synthèse d'acides aminés. D'autres études ont déterminé que le système régulait des gènes de facteurs de virulence chez les bactéries zoopathogènes mais également chez les phytopathogènes,.

## Régulation des porines OmpF et OmpC
Les gènes régulés par OmpR les plus connus sont ompF et ompC dont l'expression dépend de l'osmolarité du milieu. À faible osmolarité, le capteur EnvZ possède une activité phosphatase forte et une activité kinase faible. On retrouve alors une faible quantité de protéines OmpR phosphorylées qui vont se fixer sur les sites de basses affinités de ompF et ompC, permettant l'expression de ompF mais pas de ompC. Quand l'osmolarité augmente, l'activité kinase de EnvZ va être majoritaire par rapport à l'activité phosphatase du capteur. La quantité d'OmpR phosphorylée va alors augmenter, ce qui va engendrer la fixation de ceux-ci sur les sites de fortes affinitées de ompF et ompC, provoquant la répression de ompF et l'activation de ompC,.